# Maceració

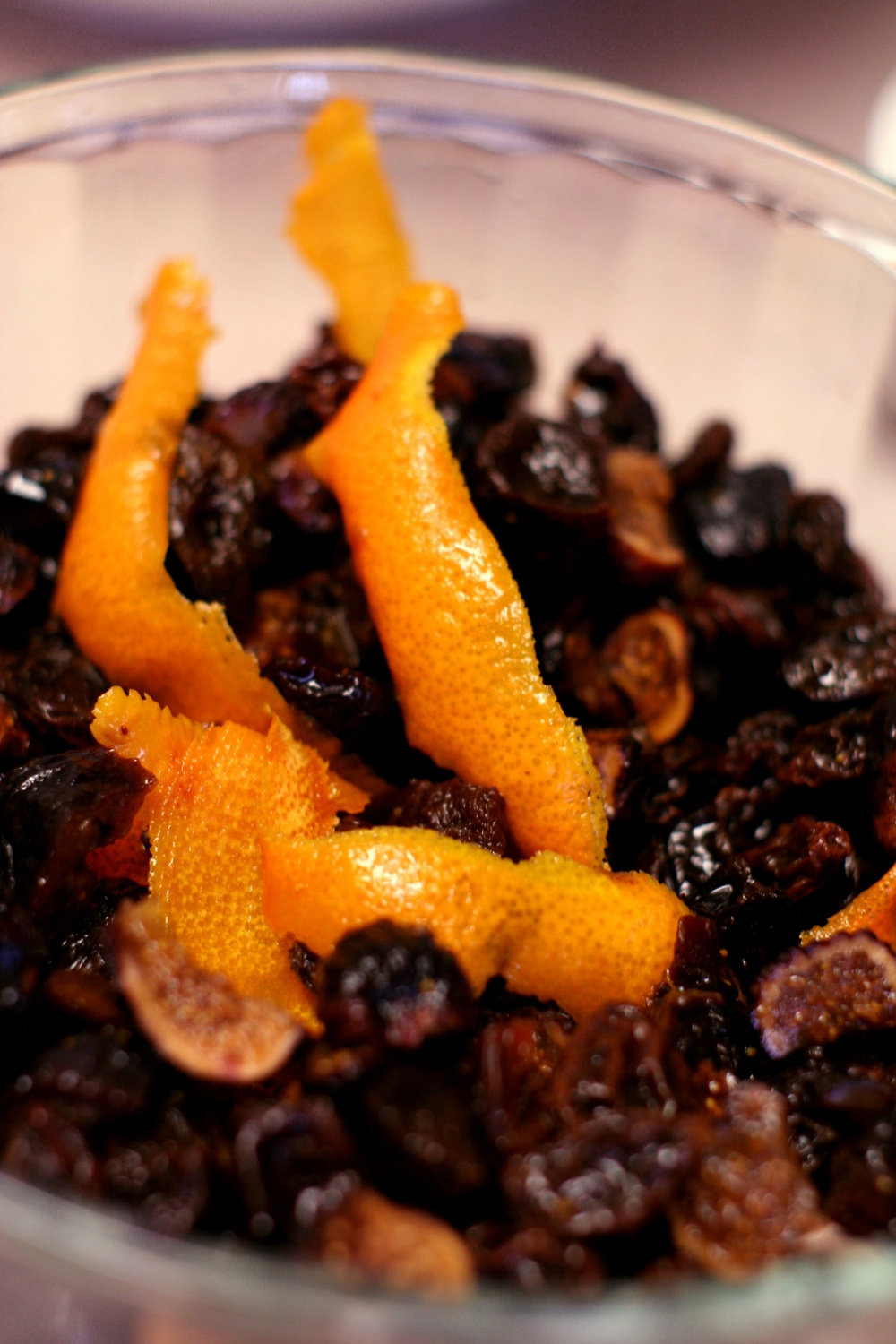
Maceració de fruites assecades en rom i suc de poma

La maceració és un procediment que consisteix a estovar i descompondre els teixits o òrgans en l'aigua o en un altre líquid.
En farmàcia, s'utilitza el procediment per elaborar tintures en deixar reposar les matèries primeres d'origen animal o vegetal, prèviament esmicolades, en una barreja d'aigua purificada i alcohol etílic durant un mínim de tres setmanes a fi d'extreure'n els principis actius.
En gastronomia, la maceració es fa amb un preparat líquid compost bàsicament de vi o algun licor i de sucre on es deixa reposar fruita i espècies a fi que s'estovi i agafi un sabor especial. Les verdures o les fruites confitades es remullen en un líquid per estovar-les i perquè el líquid absorbeixi els gustos. En el cas de la fruita fresca, sovint només s'empolvoren amb sucre i es deixa que alliberin el seu propi suc. La maceració fa més digerible els aliments. El Tabasco, per exemple, es fa d'un macerat de pebre vermell que es deixa fermentar i madurar. La maceració sovint es confon amb marinar que és el procés d'introduir, abans de la cocció, els aliments en líquids assaonats que sovint són àcids.
En la vinificació la maceració carbònica és el procés en el qual el raïm es fermenta sense trencar-ne els grans.
En la indústria alimentària, la maceració de subproductes del processament d'aliments es fa triturant-los per obtenir pinso ric en proteïnes per a l'alimentació animal, com fertilitzants o per produir biogàs.